# Helkant
Helkant is een Nederlands gehucht  in de Noord-Brabantse gemeente Drimmelen. Het dorp ligt op een dijk tussen Wagenberg en Hooge Zwaluwe.
Helkant wordt als aparte kern aangegeven door de nieuwe gemeente Drimmelen, die sinds 1 januari 1997 bestaat (die aanvankelijk Made heette, maar in 1998 werd dat Drimmelen). Daarvoor viel het onder het dorp Hooge Zwaluwe, in de gemeente Hooge en Lage Zwaluwe. Het dorp ligt aan de Kerkdijk en de Helkantsedijk, op de weg tussen Wagenberg en Hooge Zwaluwe, vlak naast de buurtschap Stuivezand.
In 1865 werd er een katholieke zaalkerk gebouwd tussen Hooge Zwaluwe en Helkant, aan de Kerkdijk. Er was aanvankelijk discussie over de locatie van de kerk, omdat Helkant volledig rooms-Katholiek was en Hooge Zwaluwe maar voor een deel. Daarom werd gekozen om hem tussen de twee kernen te plaatsen. De Willibrorduskerk staat inmiddels overigens in Hooge Zwaluwe, na uitbreiding van dat dorp.
Voor winkels en voorzieningen is men aangewezen op de omliggende plaatsen.
Helkant is per openbaar vervoer bereikbaar door Arriva-streekbus 172. Deze lijn loopt van station Breda naar station Lage Zwaluwe.

## Bezienswaardigheden
- Kapel – De Middelares Aller Genade

## Media
- Omroep Drimmelen (radio- en televisiezender, kabelkrant en internet)
- Weekblad 't Carillon